# Pinakiolita
La pinakiolita és un mineral de la classe dels borats, que pertany i dona nom al grup de la pinakiolita. Rep el seu nom del grec πινάκιον, petita tauleta, i λίθος, pedra, en al·lusió a la forma de taula prima dels cristalls.

## Característiques
La pinakiolita és un borat de fórmula química (Mg,Mn2+)₂(Mn3+,Sb5+)(BO₃)O₂. Cristal·litza en el sistema monoclínic. Acostuma a trobar-se en forma de bandes en matriu. La seva duresa a l'escala de Mohs és 6. És un mineral dimorf de l'ortopinakiolita.
Segons la classificació de Nickel-Strunz, la pinakiolita pertany a «06.AB: borats amb anions addicionals; 1(D) + OH, etc.» juntament amb els següents minerals: hambergita, berborita, jeremejevita, warwickita, yuanfuliïta, karlita, azoproïta, bonaccordita, fredrikssonita, ludwigita, vonsenita, blatterita, chestermanita, ortopinakiolita, takeuchiïta, hulsita, magnesiohulsita, aluminomagnesiohulsita, fluoborita, hidroxilborita, shabynita, wightmanita, gaudefroyita, sakhaïta, harkerita, pertsevita-(F), pertsevita-(OH), jacquesdietrichita i painita.

## Formació i jaciments
Va ser descoberta a Långban, al municipi de Filipstad, a Värmland (Suècia), on sol trobar-se associada a altres minerals com: tefroïta, hendricksita, hausmannita, dolomita i berzeliïta. També ha estat descrita a la mina Cain and Riddle, a New Ross, al comtat de Lunenburg (Nova Escòcia, Canadà), i a Ocna de Fier, al comtat de Caraş-Severin (Romania).